# Heian-kjo
Heian-kjo (平安京, dobesedno »mirna/spokojna prestolnica«) je bilo eno od več nekdanjih imen za mesto, ki je zdaj znano kot Kjoto. Uradna prestolnica Japonske je bila več kot tisoč let, od leta 794 do leta 1868 s prekinitvijo leta 1180.
Cesar Kanmu ga je ustanovil kot prestolnico leta 794 in tja preselil cesarski dvor iz bližnje Nagaoka-kjo na priporočilo svojega svetovalca Vake no Kijomara in označil začetek obdobja Heian v japonski zgodovini. Glede na sodobno znanje naj bi bilo mesto oblikovano po urbanističnem načrtu za kitajsko prestolnico Čangan (današnji Šjan) iz dinastije Tang. Ostal je glavno politično središče do leta 1185, ko je samurajski klan Minamoto premagal klan Taira v genpeiski vojni, preselil upravljanje državnih zadev v Kamakuro in ustanovil šogunat Kamakura.
Čeprav bi politično moč v času treh različnih šogunatov imel razred samurajev, je Heian ostal kraj cesarskega dvora in sedež cesarske oblasti ter tako ostal uradna prestolnica. Pravzaprav tudi potem, ko je bil sedež cesarske oblasti leta 1868 prestavljen v Tokio, ker ni zakona, ki bi Tokio postavil za glavno mesto, obstaja mnenje, da Kjoto pravno ali uradno ostaja glavno mesto še danes.
Leta 1994 je mesto Kjoto organiziralo različne dogodke v počastitev svoje 1200. obletnice.

## Opis
Heian-kjo je bil zgrajen v današnjem osrednjem delu mesta Kjoto, ki zajema območje, ki obsega okrožji Kadono (葛野郡, Kadono-gun) in Otagi (愛宕郡, Otagi-gun) v provinci Jamaširo. Meje mesta so tvorile pravokotnik, ki je meril 4,5 km od vzhoda proti zahodu in 5,2 km od severa proti jugu. Zasnova mesta je sledila Heidžō-kjo (japonski prestolnici v obdobju Nara) s cesarsko palačo Daidairi, postavljeno v središču severnih mestnih meja in avenijo Suzaku (Suzaku-ōdži), glavno prometnico, ki se razteza od palače navzdol skozi središče mesta, ki ga deli na desno (Ukjō) in levo prestolnico (Sakjō) (z vidika cesarja je vzhodna stran leva in zahodna stran desna). Zasnova je sledila dinastijama Sui in Tang z  mestom Čangan z izjemo, da Heian-kjo ni imel mestnega obzidja. Domneva se, da je bilo mesto izbrano v skladu z načeli Šidžinsō (四神相応, »primernost štirih bogov«), ki temeljijo na kitajskem feng šuju in se nanašajo na štiri simbole kitajske astrologije.
Meje Heian-kjo so bile manjše od meja sodobnega Kjota, z Išidžō-ōdži (一条大路) na severni meji, ki ustreza današnjemu Ičidžō-dōri (一条通), med Imadegava-dōrijem (今出川通) in Marutamači- dōrijem (丸太町通), Kjūdžō-ōdžijem na jugu, ki ustreza Kudžō-dōri (九条通) nekoliko južneje od današnje postaje JR Kjōto in Higaši-kjōgoku-ōdži na vzhodu, ki ustreza današnji ulici Teramači (Teramači-dōri). Lokacija Niši-kjōgoku-ōdži na zahodni meji je ocenjena kot črta, ki poteka od severa proti jugu od postaje Hanazono na glavni progi JR San'in do postaje Niši-Kjōgoku na liniji Hankju Kjoto.
Postavitev Heian-kjo je bila zasnovana v skladu z načeli geomantije kot kvadratno mesto. Džō (丈, približno 3,03 m) je bila osnovna merska enota. 40 kvadratnih metrov džō je naredilo čō (町, 121,2 metra na vsaki strani). Mesto je bilo nadalje razdeljeno na glavne ulice, imenovane ōdži (大路) in manjše ulice, imenovane kodži (小路). Štiri črte čō, ki potekajo od vzhoda proti zahodu (razen prvih 2 vrst na severu), so se skupaj imenovale džō (条), štiri črte čō, ki potekajo od severa proti jugu, pa so se imenovale bō (坊). Čo, ki je imel isti džo in bo sta dobila številko od 1 do 16. Na ta način je bilo naslove mogoče identificirati na naslednji način: »Desna velika črka, džō pet, bō dva, čo štirinajst« (右京五条二坊十四町).
Širina celo manjših ulic je bila 4 džō (丈, približno 12 m), za glavne ulice pa več kot 8 džō (丈, približno 24 m). Skoraj vse ulice v današnjem Kjotu so postale precej ožje. Suzaku-ōdži je bil na primer širok 28 džō (丈, približno 84 m). Poleg tega je reka tekla ob Horikava-kodži (堀川小路) in Niši Horikava-kodži (西堀川小路).

## Zgodovina
Leta 784 n. št. je cesar Kammu zgradil Nagaoka-kjo in preselil prestolnico iz Heidžō-kjo. Domneva se, da je želel zgraditi novo prestolnico frakcije cesarja Tenjija daleč od province Jamato, ki je bila baza moči za templje in aristokrate, ki so podpirali frakcijo cesarja Tenmuja. Vendar pa je le 9 let pozneje, januarja leta 793, cesar Kammu zbral svoje spremljevalce in napovedal novo selitev prestolnice. Lokacija za novo prestolnico naj bi bila Kadono med dvema rekama na severu Jamašira, deset kilometrov severovzhodno od Nagaoka-kjo. Rečeno je, da je cesar Kammu pred tem opazoval Kadono iz Šōgun Cuka v okrožju Higašijama v mestu Kjoto in se takrat odločil, da je to primerna lokacija za prestolnico. Besede cesarja Kammuja so zapisane v Nihon kirjaku, kot sledi: »Kadono ima čudovite gore in reke, pa tudi dobre prometne povezave po morju in kopnem, zaradi česar se lahko tam zbirajo ljudje z vseh štirih koncev države«.
Domneva se, da se je gradnja Heian-kjo začela iz palače, nato pa je sledila gradnja preostalega dela mesta. Daigokuden (glavna stavba palače) je bila kot prikaz cesarjeve avtoritete zgrajena na skrajnem severu osrednje glavne prometnice Suzaku-odži, zaradi česar je stavba vidna od koderkoli v mestu. Pristanišča, kot sta Jodonocu (淀津, zdaj Jodo) in Ōicu (大井津), so bila postavljena ob reki poleg mesta. Ta pristanišča so delovala kot tranzitna baza za zbiranje blaga iz vse države in za njegovo posredovanje naprej v mesto. Blago, ki je prispelo v Heian-kjo, je doseglo ljudi prek enega od dveh velikih trgov (vzhodni trg in zahodni trg). Ta ureditev je zagotovila stabilno oskrbo s hrano in dobrinami, kar je spodbudilo rast prebivalstva. Sprejeti so bili tudi ukrepi za zaščito pred poplavami, ki so prizadele prebivalce Nagaoka-kjo. Čeprav v središču Heian-kjo ni bilo naravne reke, so izkopali dva umetna kanala (današnja Horikava in Niši Horikava), katerih vodostaj je bilo mogoče prilagajati, hkrati pa zagotavljati oskrbo z vodo in varovati pred poplavami. Prav tako je bilo dovoljeno graditi budistične templje v Heian-kjo, kar je bilo v Nagaoka-kjo prepovedano. Menili so, da bi moč vzhodnih in zahodnih templjev lahko zaščitila mesto pred naravnimi katastrofami in boleznimi, zato so bili duhovniki, kot je Kukai, dobrodošli, saj so bili sposobni možje, dobro poznajo budistične spise in jih politična oblast ni zanimala. 22. oktobra 794 je cesar Kanmu prispel v novo mesto in 8. novembra razglasil: »To mesto imenujem Heian-kjo«. 8. novembra je spremenil drugi znak kandžija Jamaširo iz 背 (»hrbet«) v 城 (»grad«), ker je bilo glavno mesto videti kot naravno oblikovan »gorski grad«, obdan z vzhodnim (Higašijama), severnim (Kitajama) in zahodne (Nišijama) gore.
Gibanje za vrnitev prestolnice v Heidžō-kjo  se je pojavilo leta 810 našega štetja med sporom glede cesarjevega nasledstva. Vendar je cesar Saga menil, da bi bilo ohranitev prestolnice v Heian-kjo  najboljše za stabilnost države, zato se je uprl temu gibanju in je Heian-kjo  poimenoval »Večno mesto« (万代宮, Jorozujo no Mija).
Dežela desne prestolnice se je prekrivala z mokrišči, ki jih je oblikovala reka Kacura in celo do 9. stoletja je bil dosežen majhen napredek pri razvoju območja. Do 10. stoletja, ko je bil sistem Ricurjō skoraj pri koncu, je okrožje postalo tako propadajoče, da so ga začeli uporabljati kot kmetijska zemljišča, kar je bilo prej prepovedano v mejah mesta. Z izjemo območja na severu desne prestolnice v bližini palače so bila vsa stanovanjska območja, v katerih je živela aristokracija, v levi prestolnici, pri čemer se je najvišji sloj aristokratov, kot je klan Fudživara, zbiral v skrajnem severnem delu okrožja. Revni v Heian-kjo so si začeli postavljati domove ob reki Kamo, onkraj vzhodnih meja mesta, na vzhodnih bregovih reke pa so zrasli templji in podeželska domovanja. Tako se je začela težnja, da se mesto razširi proti vzhodu. Leta 980 našega štetja se je na južni konici Suzaku-odži Radžōmon (največja od dveh mestnih vrat) porušil in nikoli več ni bil obnovljen. Na ta način so se prvotne meje Heian-kjo razširile proti vzhodu in oblikovale ulice najprej srednjeveškega in nato današnjega Kjota.
S prihodom šogunatov Kamakura in Edo, osredotočenih na Kanto, je Heian-kjo začel izgubljati svoj pomen kot sedež oblasti. Največji upad je bil v obdobjih Muromači in Sengoku, ko je bila med vojno Ōnin skoraj polovica mesta požgana do tal. Po tem se je Heian-kjo ločil na zgornja (Kamigjō) in spodnja (Šhimogjō) mesta, od katerih je vsako postalo nepomembno mesto. Vendar naj bi se obe ponovno združili v eno mesto v obdobju Azuči–Momojama po vnebovzetju Ode Nobunage. Med revolucijo Meidži so Edo ponovno krstili za Tokio (postal je nova prestolnica Japonske). Čeprav je Heian-kjo  izgubil status glavnega mesta, je postal rezervna prestolnica, medtem ko je bil cesar odsoten v Tokiu. Od takrat se cesar ni več vrnil v Kjoto. Vendar so bile po navodilih cesarja Meidžija cesarske rezidence ohranjene in takamikura (高御座) - poseben prestol, katerega lokacija je tradicionalno označevala sedež cesarja - ostaja v palači v Kjotu.